# Prise de Fès (1411)
Pour les articles homonymes, voir Prise de Fès (980).
La  prise de Fès en 1411 est menée par une armée zianide conduite par le sultan zianide Abu Malek Abd-el-Ouahab ou un prétendant mérinide, un certain Mohamed fils de Abu Inan. La ville est prise au sultan mérinide Abû Saïd Uthmân III. L'intervention de l'armée zianide permet au prétendant mérinide Mohamed d'être installé sur le trône comme tributaire. Cet évènement marque un accroissement de la puissance zianide, un élargissement de leur territoire et une inversion du rapport entre Zianides et Mérinides, les premiers vassaux des second à la fin du XIVe siècle renversent ainsi le rapport de force à leur profit.

## Contexte historique
Abu Malek Abd-el-Ouahab (1411-1435) monte sur le trône à Tlemcen et devient sultan de la dynastie zianide en reversant son frère Abou Saïd (1410-1411) grâce au soutien du sultan mérinide  Abû Saïd Uthmân III. Abu Malek se retourne toutefois contre ce dernier pour défaire ses armées et entreprendre la prise de sa capitale, Fès. 
Abu Malek reçoit à sa cour un prince Mérinide, un certain Mohammed petit-fils d'Abu Einan, exilé en Espagne, prétendant au trône de Fès. Le sultan zianide décide soutenir les revendications de ce prince et lui fournit des vivres, de l'argent et une armée. 
Les souverains mérinides qui semblent en mesure de vassaliser les zianides à la fin du XIVe siècle et d'intervenir dans leurs querelles de succession, déclinent et s'affaiblissent en luttes intestines. Ils subissent à leur tour le sort qu'ils ont infligé à la dynastie zianide. Ainsi, le sultan zianide Abu Malek, semble vouloir se venger des affronts subis par sa dynastie de la part de ses voisins.

## La bataille
Selon Bernard Lugan, Abu Malek Abd-el-Ouahab se retourne contre ses alliés mérinides à la suite de sa prise de pouvoir, défait leur armées et prend leur capitale Fès.  
Edouard Cat affirme que Abu Malek Abd-el-Ouahab  : « alla attaquer leurs rois dans leurs propres foyers ; il envoya contre eux des armées qui fouillèrent l'intérieur de leur palais [...] ». Pour ce faire le sultan zianide appuie le prétendant mérinide Mohamed avec des vivres, de l'argent et une armée avec laquelle c'est ce dernier qui s'empare du Maghreb al-Aqsa.  
Dans le Recueil des Notices et Memoires de la Société archéologique du département de Constantine il est fait mention que l'émir de Tlemcen se précipite sur Fez, s'en empare, vengeant ainsi les humiliations subies par sa dynastie . Enfin Henri Garrot précise que Abou-Malek-Abd-el-Ouahad se mettant en campagne, s'empare de Fez, et y installe son protégé, le mérinide Mohamed, qui lui promet tribut (1423).

## Conséquences
Ces événements marquent une « revanche des Zianides sur les Mérinides » : souverains mérinides qui ont réduit les souverains zianides à l'Etat de vassaux à la fin du XIVe siècle, semblent à leur tour subir le même sort .  Par son action, Abu Malek Abd-el-Ouahab affirme sa puissance et consolide sa dynastie : « son Empire s’agrandit et s'illustra [...]». L'ouvrage de El Tensi comporte peu de détail. Il apparait établi que Abou Malek, déclare la guerre aux Mérinides aussitôt son trône récupéré à Tlemcen. Abou Malek s'empare de Fès, subjugue tout le Maghreb al-aqsa et impose un sultan de son choix : Mohammed petit fils d'Abou Inan.  
La grandeur du règne d'Abu Malek Abd-el-Ouahab prend fin en 1423. L'accroissement de la puissance zianide provoque des inquiétudes chez Hafsides qui intriguent avec un prétendant, Abou Abdallah, son oncle qui fomente une révolte en 1424. Le sultan zianide Abu Malek est même contraint de chercher refuge au Maroc. En 1428, Abu Malek Abd-el-Ouahab, se réconcilie avec les Hafsides et reprend Tlemcen jusqu'en 1430 où son adversaire le détrône et le tue.  